# Racomitrium papeetense
Racomitrium papeetense är en bladmossart som beskrevs av Bescherelle 1894. Racomitrium papeetense ingår i släktet raggmossor, och familjen Grimmiaceae. Inga underarter finns listade i Catalogue of Life.